# الأكاديمية الدنماركية الملكية للجراحة

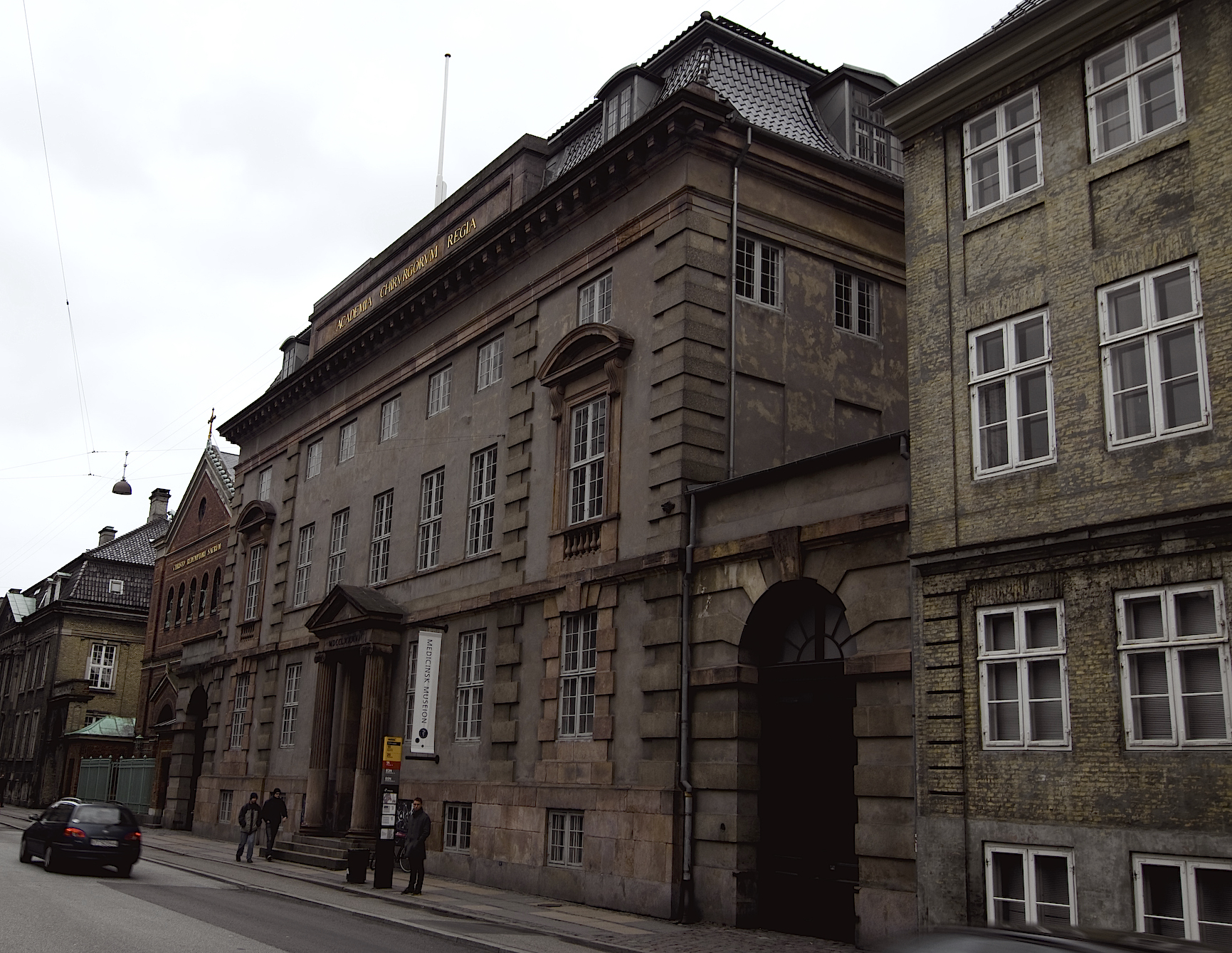

كانت الأكاديمية الدنماركية الملكية للجراحة (Royal Danish Academy of Suregry) وتكتب (بالدنماركية: Det Kongelige Kirurgiske Akademi)، أو Academia Chirurgorum Regia، مؤسسة تعليمية موجودة خلال الفترة ما بين عام 1785 وحتى عام 1842 في كوبنهاغن، الدنمارك. جدير بالذكر أن مبناها السابق في شارع بريدجيد (Bredgade) أصبح الآن مقرًا للمتحف الطبي، المتحف الطبي التابع لجامعة كوبنهاغن.

## معلومات تاريخية
تم إنشاء أكاديمية الجراحة يوم 22 يوليو 1785 لتحل محل كلية الجراحة التشريحية (Theatrum Anatomico-chirurgicum) التي انهارت عام 1736. حيث تبرعت أرملة الملك جوليانا ماريا (Juliane Marie) بقطعة أرض في شارع بريدجيد بالقرب من مستشفى فريدريكس (Frederiks Hospital)، كما تم الانتهاء من مبنى الأكاديمية الجديدة عام 1787 والتي صممها بيتر ماين (Peter Meyn). جدير بالذكر أن أول رئيس للأكاديمية هو ألكسندر كولفين (Alexander Kølpin)(من عام 1731&ndash; وحتى عام 1801).
ثم اندمجت أكاديمية الجراحة مع كلية الطب بجامعة كوبنهاغن يوم 1 يناير عام 1842. وظل المبنى مستخدمًا في عمليات التشريح وإلقاء محاضرات عن الجراحة. أما الآن فقد أصبحت مقرًا للمتحف الطبي، المتحف الطبي التابع لجامعة كوبنهاغن.